# Розподіл Хі
У теорії ймовірностей та статистиці розподіл хі є неперервним розподілом ймовірностей. Це розподіл додатньої частини квадратного кореня з суми квадратів набору незалежних випадкових величин, кожна з яких має стандартний нормальний розподіл, або ж еквівалентно, розподіл евклідової відстані випадкових величин від початку координат. Таким чином, це пов'язано з розподілом хі-квадрат, описуючи розподіл додаткової частини квадратного кореня випадкової величини, що має розподіл хі-квадрат.
Якщо {\displaystyle Z_{1},\ldots ,Z_{k}} - {\displaystyle k} незалежних, нормально розподілених випадкових величини із середнім значенням 0 та стандартним відхиленням 1, тоді статистика
{\displaystyle Y={\sqrt {\sum _{i=1}^{k}Z_{i}^{2}}}}
має розподіл хі. Розподіл хі має один параметр, {\displaystyle k}, яка визначає кількість ступенів свободи (тобто кількість {\displaystyle Z_{i}}).
Найвідоміші приклади - розподіл Релея (розподіл хі з двома ступенями свободи ) та розподіл Максвелла – Больцмана молекулярних швидкостей в ідеальному газі (розподіл хі з трьома ступенями свободи).

## Означення

### Функція щільності
Функція густини ймовірності (pdf) хі-розподілу записується
{\displaystyle f(x;k)={\begin{cases}{\dfrac {x^{k-1}e^{-x^{2}/2}}{2^{k/2-1}\Gamma \left({\frac {k}{2}}\right)}},&x\geq 0;\\0,&{\text{інакше}}.\end{cases}}}
де {\displaystyle \Gamma (z)} є гамма-функція.

### Функція розподілу
Функція розподілу задається:
{\displaystyle F(x;k)=P(k/2,x^{2}/2)\,}
де {\displaystyle P(k,x)} - регуляризована гамма-функція.

### Твірна функція
Твірна функція моментів задається:
{\displaystyle M(t)=M\left({\frac {k}{2}},{\frac {1}{2}},{\frac {t^{2}}{2}}\right)+t{\sqrt {2}}\,{\frac {\Gamma ((k+1)/2)}{\Gamma (k/2)}}M\left({\frac {k+1}{2}},{\frac {3}{2}},{\frac {t^{2}}{2}}\right),}
де {\displaystyle M(a,b,z)} є зливною гіпергеометричною функцією Куммера. Характеристична функція задається:
{\displaystyle \varphi (t;k)=M\left({\frac {k}{2}},{\frac {1}{2}},{\frac {-t^{2}}{2}}\right)+it{\sqrt {2}}\,{\frac {\Gamma ((k+1)/2)}{\Gamma (k/2)}}M\left({\frac {k+1}{2}},{\frac {3}{2}},{\frac {-t^{2}}{2}}\right)}.

## Властивості

### Моменти
Початкові моменти задаються:
{\displaystyle \mu _{j}=\int _{0}^{\infty }f(x;k)x^{j}dx=2^{j/2}{\frac {\Gamma ((k+j)/2)}{\Gamma (k/2)}}}
де {\displaystyle \Gamma (z)} є гамма-функція. Одже, перші кілька моментів:
{\displaystyle \mu _{1}={\sqrt {2}}\,\,{\frac {\Gamma ((k\!+\!1)/2)}{\Gamma (k/2)}}}
{\displaystyle \mu _{2}=k\,}
{\displaystyle \mu _{3}=2{\sqrt {2}}\,\,{\frac {\Gamma ((k\!+\!3)/2)}{\Gamma (k/2)}}=(k+1)\mu _{1}}
{\displaystyle \mu _{4}=(k)(k+2)\,}
{\displaystyle \mu _{5}=4{\sqrt {2}}\,\,{\frac {\Gamma ((k\!+\!5)/2)}{\Gamma (k/2)}}=(k+1)(k+3)\mu _{1}}
{\displaystyle \mu _{6}=(k)(k+2)(k+4)\,}
де найправіші вирази виводяться за допомогою рекуренткого відношення гамма-функції:
{\displaystyle \Gamma (x+1)=x\Gamma (x)\,}
З цих виразів ми можна вивести наступні співвідношення:
Середнє: {\displaystyle \mu ={\sqrt {2}}\,\,{\frac {\Gamma ((k+1)/2)}{\Gamma (k/2)}}}
Дисперсія: {\displaystyle V=k-\mu ^{2}\,}
Асиметрія: {\displaystyle \gamma _{1}={\frac {\mu }{\sigma ^{3}}}\,(1-2\sigma ^{2})}
Компенсований ексцес: {\displaystyle \gamma _{2}={\frac {2}{\sigma ^{2}}}(1-\mu \sigma \gamma _{1}-\sigma ^{2})}

### Ентропія
Ентропія задається рівнянням:
{\displaystyle S=\ln(\Gamma (k/2))+{\frac {1}{2}}(k\!-\!\ln(2)\!-\!(k\!-\!1)\psi ^{0}(k/2))}
де {\displaystyle \psi ^{0}(z)} - функція полігамми.

### Наближення для великих n
Виведемо формули наближень середнього та дисперсії розподілу хі для великих n = k + 1. Вони мають практичне застосування, наприклад, для пошуку розподілу середньоквадратичного відхилення вибірки нормально розподіленої сукупності, де n - обсяг вибірки.
Тоді середнє значення:
{\displaystyle \mu ={\sqrt {2}}\,\,{\frac {\Gamma (n/2)}{\Gamma ((n-1)/2)}}}
Застосувавши формулу дублювання Лежандра можемо подати:
{\displaystyle 2^{n-2}\,\Gamma ((n-1)/2)\cdot \Gamma (n/2)={\sqrt {\pi }}\Gamma (n-1)},
тож:
{\displaystyle \mu ={\sqrt {2/\pi }}\,2^{n-2}\,{\frac {(\Gamma (n/2))^{2}}{\Gamma (n-1)}}}
Використовуючи наближення Стірлінга для гамма-функції, отримаємо наступний запис середнього:
{\displaystyle \mu ={\sqrt {2/\pi }}\,2^{n-2}\,{\frac {\left({\sqrt {2\pi }}(n/2-1)^{n/2-1+1/2}e^{-(n/2-1)}\cdot [1+{\frac {1}{12(n/2-1)}}+O({\frac {1}{n^{2}}})]\right)^{2}}{{\sqrt {2\pi }}(n-2)^{n-2+1/2}e^{-(n-2)}\cdot [1+{\frac {1}{12(n-2)}}+O({\frac {1}{n^{2}}})]}}}
{\displaystyle =(n-2)^{1/2}\,\cdot \left[1+{\frac {1}{4n}}+O({\frac {1}{n^{2}}})\right]={\sqrt {n-1}}\,(1-{\frac {1}{n-1}})^{1/2}\cdot \left[1+{\frac {1}{4n}}+O({\frac {1}{n^{2}}})\right]}
{\displaystyle ={\sqrt {n-1}}\,\cdot \left[1-{\frac {1}{2n}}+O({\frac {1}{n^{2}}})\right]\,\cdot \left[1+{\frac {1}{4n}}+O({\frac {1}{n^{2}}})\right]}
{\displaystyle ={\sqrt {n-1}}\,\cdot \left[1-{\frac {1}{4n}}+O({\frac {1}{n^{2}}})\right]}
Отже, дисперсія задається:
{\displaystyle V=(n-1)-\mu ^{2}\,=(n-1)\cdot {\frac {1}{2n}}\,\cdot \left[1+O({\frac {1}{n}})\right]}

## Пов’язані розподіли
- Якщо {\displaystyle X\sim \chi _{k}} тоді {\displaystyle X^{2}\sim \chi _{k}^{2}} (розподіл хі-квадрат)
- {\displaystyle \lim _{k\to \infty }{\tfrac {\chi _{k}-\mu _{k}}{\sigma _{k}}}\xrightarrow {d} \ N(0,1)\,} (Нормальний розподіл)
- Якщо {\displaystyle X\sim N(0,1)\,} тоді {\displaystyle |X|\sim \chi _{1}\,}
- Якщо {\displaystyle X\sim \chi _{1}\,} тоді {\displaystyle \sigma X\sim HN(\sigma )\,} (напівнормальний розподіл) для будь-якого {\displaystyle \sigma >0\,}
- {\displaystyle \chi _{2}\sim \mathrm {Rayleigh} (1)\,} (Розподіл Релея)
- {\displaystyle \chi _{3}\sim \mathrm {Maxwell} (1)\,} (Розподіл Максвелла)
- {\displaystyle \|{\boldsymbol {N}}_{i=1,\ldots ,k}{(0,1)}\|_{2}\sim \chi _{k}} (2-норма {\displaystyle k} стандартним нормально розподіленим змінним є розподіл хі з {\displaystyle k} ступені свободи)
- розподіл хі - це окремий випадок узагальненого гамма розподілу або розподілу Накагамі або нецентрального розподілу чі
- Середнє значення розподілу хі (масштабоване квадратним коренем з {\displaystyle n-1}) дає корегувальний коефіцієнт для незміщеної оцінки середньоквадратичного відхилення нормального розподілу.

| Name                              | Statistic                                                                                       |
| --------------------------------- | ----------------------------------------------------------------------------------------------- |
| Розподіл хі-квадрат               | {\displaystyle \sum _{i=1}^{k}\left({\frac {X_{i}-\mu _{i}}{\sigma _{i}}}\right)^{2}}           |
| Нецентрований хі-квадрат розподіл | {\displaystyle \sum _{i=1}^{k}\left({\frac {X_{i}}{\sigma _{i}}}\right)^{2}}                    |
| Розподіл хі                       | {\displaystyle {\sqrt {\sum _{i=1}^{k}\left({\frac {X_{i}-\mu _{i}}{\sigma _{i}}}\right)^{2}}}} |
| Нецентрований хі розподіл         | {\displaystyle {\sqrt {\sum _{i=1}^{k}\left({\frac {X_{i}}{\sigma _{i}}}\right)^{2}}}}          |

## Зовнішні посилання
- http://mathworld.wolfram.com/ChiDistribution.html [Архівовано 6 травня 2021 у Wayback Machine.]